# Stazione di Istrana
La stazione di Istrana è una stazione ferroviaria posta sulla linea Vicenza-Treviso. Serve il centro abitato di Istrana.

## Movimento
La stazione è servita da treni regionali svolti da Trenitalia nell'ambito del contratto di servizio stipulato con le regioni interessate.